# 明日にはあがります。
『明日にはあがります。』（あしたにはあがります）は、水口尚樹による日本の漫画作品。『ビッグコミックスピリッツ』（小学館）2012年20号から2014年33号まで連載された。漫画家と担当編集者、アシスタントなどの日常を題材にしたショートギャグ漫画。1巻の収録に際しては、実際の連載順番通りの収録ではなく、入れ替えを行っている。
2014年34号から2015年30号まで、続編として『小光先生の次回作にご期待ください。』が連載された。

## 登場人物

### 主要人物
小光 栗夫（こみつ くりお）
主人公の漫画家。出版社「ゲルマン出版」発行の漫画雑誌『少年ゲルマン』にて、頻繁な同社担当者の異動に悩まされつつ『ときめき堕天使モモカ』を連載中。小学校のころ友人の西崎くん（西やん）と共に多数の合作漫画を描き、その後も文化系サークルに所属。上野まで電車で20分の千葉県松戸市に実家があり、本来上京の必要もないが、なぜか東京で一人暮らしをしている。自分の漫画キャラクター「モモカ」の幻影を見て対話できるという特殊な才能がある。
先輩の漫画家として、仕事中の会話などでアシスタントの松井ユーキに不必要なハッタリや自慢を語ることが多い。しかし、途中でその語る内容が破綻と矛盾を来たし、必死で取り繕ったり、それに失敗して情緒不安定になったりするのが、この作品の見所になっている。
松井 ユーキ（まつい ユーキ）
短い金髪、右腕にタトゥー、耳にピアスといったパンク系の姿をしており、一緒に仕事をしている小光らも当初は男性と思いこんだほどのボーイッシュだが女性。鹿児島県のそうめん屋が実家。新人賞獲得から半年たらずで、編集者の仲介によって小光のヘルプアシスタントとして入り作画を手伝っている。46P読みきり『ヴァイオレンスROCK』でデビューしたが、作画力は小光が焦るほど高い。無口だが好人物。小光を先輩漫画家として基本的に尊敬しているが、時々その暴走や見栄の張り方にいらつくこともある。最終回では自身の作品の連載が始まることが明らかになる。
穂村 アスカ（ほむら アスカ）
プロアシスタントをしている女性。29歳。松井が短期連載をすることになって小光のアシスタントができなくなった時期に、ヘルプで小光の職場に来た。短期連載が終わり、再び松井が小光のアシスタントに戻った後も、たびたびヘルプに来るようになる。あだち充の『タッチ』に影響され、新体操の経験がある。交際相手ができると臆面も無くのろけ、別れるとそれを思い出し何度も情緒不安定になる。おしゃれな食べ物やカフェなどを愛好する。
仲村 ミチヨ
『少年ゲルマン』の新人の編集者。メガネをかけた女性で、かつては漫画家を志していた。週1回人事異動をするという制度（後述）が廃止された後に小光の担当になる。

### その他
小光 竹夫（こみつ たけお）
主人公の兄。無職。30歳を機にSASUKEに挑戦するも1stステージで脱落。
ゲルマン出版編集者
資本金12億5400万円、社員数7431人の大出版社ながら、「変化なくして創造なし」の社訓のもと、週1回人事異動を行う。小光の担当者もそれに伴い毎週のように異動する･･･という設定で、連載初期には多数の編集者が毎回のように登場していた。

## 書誌情報
- 水口尚樹 『明日にはあがります。』 小学館〈ビッグスピリッツコミックススペシャル〉、全5巻
  1. 2013年1月30日発売 ISBN 978-4-09-185069-0
  2. 2013年5月30日発売 ISBN 978-4-09-185304-2
  3. 2013年10月30日発売 ISBN 978-4-09-185729-3
  4. 2014年4月30日発売 ISBN 978-4-09-186264-8
  5. 2014年12月26日発売 ISBN 978-4-09-186830-5

- 水口尚樹 『小光先生の次回作にご期待ください。』 小学館〈ビッグコミックス〉、全2巻
  1. 2015年1月30日発売 ISBN 978-4-09-186729-2
  2. 2015年7月30日発売 ISBN 978-4-09-187147-3